# Peter Wolfe
Peter Wolfe, besser bekannt als Wolfman, (* 1968 in Maidstone, Kent) ist ein britischer Musiker, Songschreiber und Dichter. Er ist außerdem Sänger der Band Wolfman and the Side-Effects.

## Karriere
Erstmals öffentliche Aufmerksamkeit erregte Wolfe mit seiner Hit-Single For Lovers, welche er für Pete Doherty schrieb, den Sänger der Babyshambles und Mitglied der Indie-Band The Libertines. Doherty und Wolfe verbindet eine tiefe Freundschaft. So schrieb Doherty für Wolfe das Lied Wolfman, welches als B-Seite auf der Babyshambles-Single Albion veröffentlicht ist. Auch unterstützt Wolfe gelegentlich Gigs der Babyshambles.
Außerdem existiert seit 2006 eine Dokumentation über Peter Wolfe, welche den Namen Wolfman and I trägt, aber noch nicht veröffentlicht wurde. Darin wird unter anderem Wolfes starke Drogensucht behandelt, wegen welcher er sich dieses Jahr in Therapie begab.